# Gimont
Gimont é uma comuna francesa na região administrativa de Occitânia, no departamento de Gers. Estende-se por uma área de 27,58 km². Em 2010 a comuna tinha 3 094 habitantes (densidade: 112,2 hab./km²).